# Haase & band
haase & band war eine deutsche Band um den Liedschreiber Christian Haase anfangs aus Leipzig und ab 2007 aus Berlin.

## Geschichte
Seit 1997 gab es unter haase & band wechselnde Formationen. Nach dem Album „die besseren Zeiten“, das Haase bei der Plattenfirma SPV veröffentlichen konnte, entschied der Künstler, fortan nur noch unter seinem eigenen Namen aufzutreten.
Christian Haase & Band bezeichnet ab 2013 keine feste Band mehr, sondern weist lediglich darauf hin, dass der Liedschreiber nicht allein, sondern mit diversen Musikern auftritt.

## Diskografie
- 2001: feen&wölfe (EP)
- 2004: bleiben (Album)
- 2006: zwölfeinhalb (Album)
- 2008: nimmersatt (Album)
- 2011: die besseren Zeiten (Album)